# Marie N
Marija Naumova (Riga, 1973. június 23.) lett pop- és musical-énekesnő, művészneve: Marie N.

## Pályafutása
Marija szülei Oroszországból származnak. Marija színésznő. Édesanyja révén már korai gyermekkorában kapcsolatba került a színházzal, és első szerepét tízévesen játszotta. Énekesként 1994-ben lépett először a nyilvánosság elé, amikor egy országos tehetségkutató-versenyen részt vett. 1997-től dolgozik Raimonds Pauls-szal, aki Marija első szólóalbumát komponálta, és kiadta. Amióta 1998-ban George Gershwin születésének 100. évfordulója alkalmából fellépett, és egy másik koncertjét CD-n is kiadta, a lett média érdeklődésének középpontjába került.
Kritika érte Észtországból és Litvániából is egy nyilatkozata szerint, melyben azt állította, hogy az orosz művészeket a balti államokban etnikai és politikai okokból hátrányok érik.
A 2002-es Eurovíziós Dalfesztiválon Lettország színeiben vett részt, "I Wanna" című számával és fergeteges színpadi produkciójával meg is nyerte azt, 176 pontot gyűjtve végzett az élen.
A következő évben pedig a dalfesztivál egyik műsorvezetője volt.

## Diszkográfia
- "До светлых слёз" (1998)
- "Ieskaties acīs" (2000)
- "Ma Voix, Ma Voie" (2001)
- "On A Journey" (2002)
- "Noslēpumi" (2002)
- "Nesauciet sev līdzi" (2004)
- "Another Dream" (2005)

## Külső hivatkozások
- Marie N hivatalos oldala Archiválva 2012. január 14-i dátummal a Wayback Machine-ben